# I fantastici 3 Supermen
I fantastici 3 Supermen è un film del 1967, diretto da Gianfranco Parolini con lo pseudonimo di Frank Kramer.
La pellicola, di buon successo, è la prima della nutrita serie dei 3 Supermen, proseguita con una decina di film di differente successo, in cui più volte cambiano regista, interpreti e nomi dei personaggi.

## Trama
Uno scienziato ha inventato una macchina duplicatrice di esseri viventi; questa invenzione attira le attenzioni di una banda di malfattori, decisi a tutto pur di entrarne in possesso. I delinquenti rapiscono la figlia dello scienziato per poterlo ricattare, ma il piano viene sventato dai 3 Supermen.

## Produzione
I fantastici 3 Supermen fu concepito durante il periodo dei film di supereroi della seconda metà degli anni sessanta in Italia. Howard Hughes ha descritto il film come ricalcato su L'invincibile Superman.
Scrive Fantafilm che "questi tre superuomini di casa nostra - meno pretenziosi dei supereroi americani e più dimessi dei granitici giustizieri mascherati messicani - indossano un elementare completino rosso (a prova di proiettile) ornato di un lembo di mantellina; calzano stivali muniti di ventose o di molle per esibirsi in acrobazie spettacolari, e manovrano micidiali bolas d'acciaio per mettere fuori combattimento gli avversari. Sono anche esperti tiratori e, naturalmente, gradiscono le attenzioni delle belle ragazze, senza distinguere tra spie alleate e spie nemiche."
Il regista Gianfranco Parolini aveva lavorato in diversi film di genere, compresi i peplum dove sono presenti più eroi che si aiutano vicendevolmente per raggiungere i propri obiettivi. Parolini ha commentato le acrobazie del film sottolineando che furono eseguite sul set con l'attore Aldo Canti (accreditato come Nick Jordan) che doveva saltare fuori da una finestra alta 6 metri, saltare su un trampolino e saltare in un camion che si stava muovendo a tutta velocità.
Il film è stato interamente girato in Jugoslavia.

## Accoglienza
Fantafilm scrive che "il buon successo del film ha dato il via ad una serie di avventure, con diversa risposta da parte del pubblico, nelle quali i tre supermen cambiano spesso di nome, di interprete e di regista."

### Critica
Fantafilm scrive che "Parolini realizza un film divertente, cucendo assieme situazioni paradossali con ritmo veloce ed umorismo. Immaginato come un fumetto per lo schermo, il film è in parte un remake di un peplum, I tre invincibili, firmato qualche anno prima dallo stesso regista."

## Seguiti ufficiali
Altri film della serie tutti prodotti da Italo Martinenghi:
- 3 Supermen a Tokio, regia di Bitto Albertini (1968)
- Che fanno i nostri supermen tra le vergini della jungla?, regia di Bitto Albertini (1970)
- ...e così divennero i 3 supermen del West, regia di Italo Martinenghi (1973). Fantawestern in cui i tre protagonisti vengono mandati indietro nel tempo.
- Crash! Che botte... Strippo strappo stroppio, regia di Bitto Albertini (1973)
- 3 Supermen contro il Padrino, regia di Italo Martinenghi (1979)
- 3 Supermen alle Olimpiadi (Üç süpermen olimpiyatlarda), regia di Yavuz Yalinkiliç e Italo Martinenghi (non accreditato) (1984). Film turco.
- 3 Supermen in Santo Domingo, regia di Italo Martinenghi (1986)

## Film apocrifi
Lista di alcuni film in qualche modo ispirati alla serie ufficiale:
- Çilgin kiz ve üç süper adam (titolo internazionale 3 Supermen and Mad Girl), regia di Cavit Yürüklü (1973). Film turco ispirato ai personaggi della serie.[6]
- Bruce Lee contro i supermen (Meng long zheng dong), regia di Chia Chun Wu (1975). Film hongkonghese.